# Laage
Laage é um município da Alemanha, situado no distrito de Rostock, no estado de Mecklemburgo-Pomerânia Ocidental. Tem 114,78 km² de área, e sua população em 2019 foi estimada em 6.469 habitantes.